# 1008
Cette page concerne l'année 1008  du calendrier julien. Pour l'année 1008 av. J.-C., voir 1008 av. J.-C.
L'année 1008 est une année bissextile qui commence un jeudi.

## Événements
- 4 janvier : le sultan ghaznévide Mahmud de Ghazni bat le Qarakhanide Ahmad Arslan Khan à Charkhiyan près de Balkh et le chasse du Khorassan[1].
- 4 juillet : Oliva est élu abbé du monastère de Ripoll, en Catalogne (fin en 1046)[2]. Il en enrichit la bibliothèque, en développe l’école monastique, et en accroît le rayonnement culturel en France.
- 31 août : selon la légende, lors d'une terrible épidémie qui ravage le Hainaut, la Vierge Marie apparaît à un ermite nommé Bertholin, en prières près d'une fontaine située à Maing, au long de la route de Valenciennes, et fait de lui son messager auprès des gens de Valenciennes qu'elle préserve de l'épidémie par le « Miracle du Saint Cordon »[3].
- 20 octobre : mort du fils d’Almanzor, Abd al-Malik al-Muzaffar. Son frère Abd al-Rahman Sanchuelo devient vizir du calife de Cordoue Hicham II[4]. Début de la guerre civile dans le califat de Cordoue en Espagne (fin en 1028)[5].
- 20 novembre : Alain III devient comte de Bretagne[6].

- Le roi de Suède Olof Skötkonung est baptisé dans la religion chrétienne par Siegfried à la source Husaby (en Östergötland)[7].
- Le jarl norvégien Sigurdhr le Gros (digri) épouse Olith, la fille du roi d’Écosse Malcolm avec le Caithness et le Sutherland comme dot[8]. Il contrôle non seulement les Orcades, mais aussi les Hébrides et Man.
- Deuxième pèlerinage du comte d'Angers Foulques Nerra à Jérusalem[9].